# Friedrich von Scotti
Friedrich Karl Hermann Eberhard von Scotti (* 3. Mai 1889 in Offenbach am Main; † 16. Juli 1969 in Karlsruhe) war ein deutscher Generalleutnant im Zweiten Weltkrieg.

## Leben
Friedrich war ein Sohn des preußischen Generalleutnants Emil von Scotti (1848–1929) und dessen Ehefrau Maria, geborene Scherbening (* 1859). Sein Vater wurde am 13. Juni 1913 in den erblichen preußischen Adelsstand erhoben.
Scotti diente während des Ersten Weltkriegs als Offizier im 1. Pommerschen Feldartillerie-Regiment Nr. 2 der Preußischen Armee.
Er wurde als Generalleutnant und Kommandeur der 227. Infanterie-Division am 12. November 1942 mit dem Deutschen Kreuz in Gold und am 8. Juni 1943 mit dem Ritterkreuz des Eisernen Kreuzes ausgezeichnet.